# Rybie Stawki

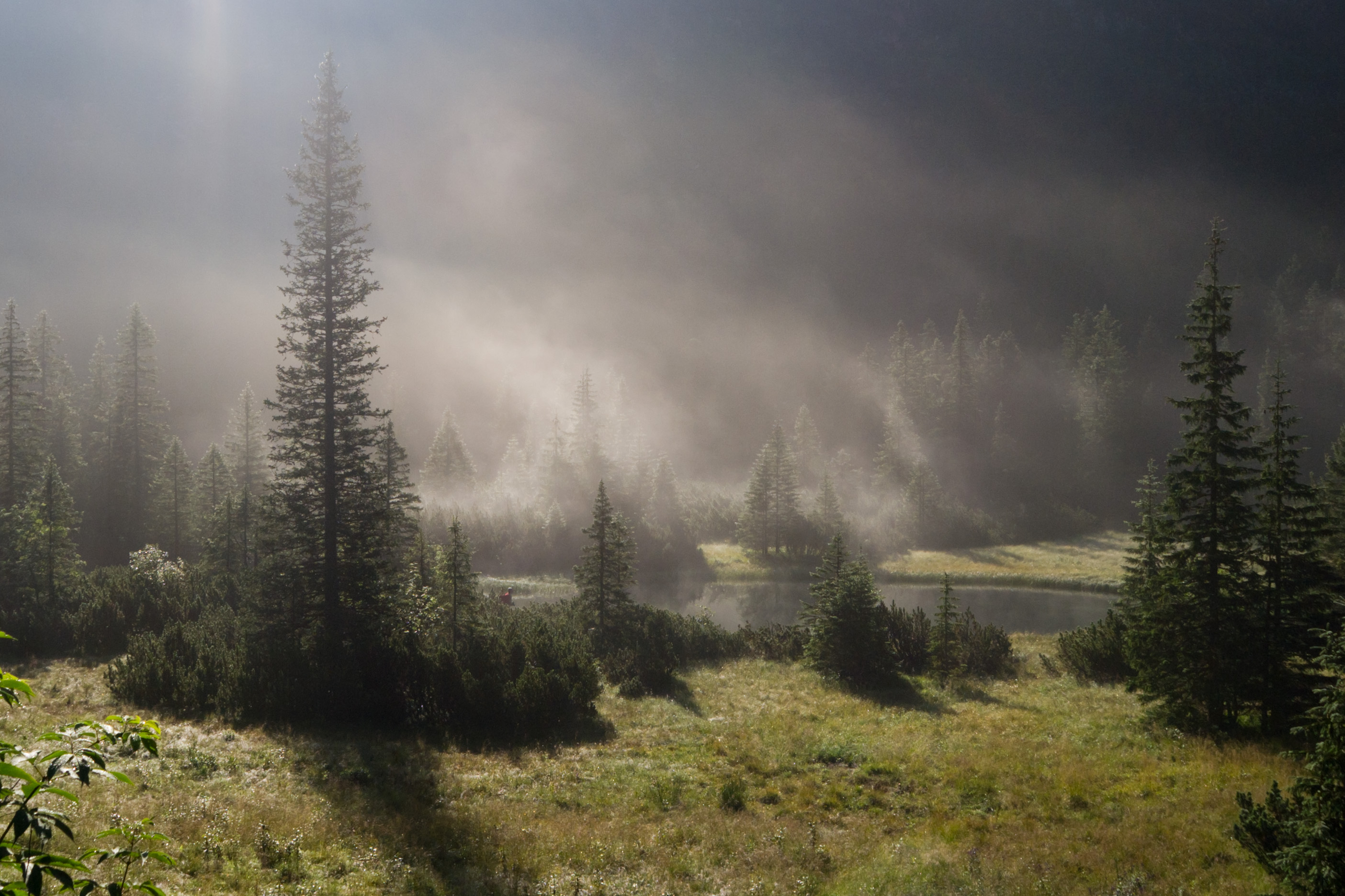
Małe Morskie Oko.

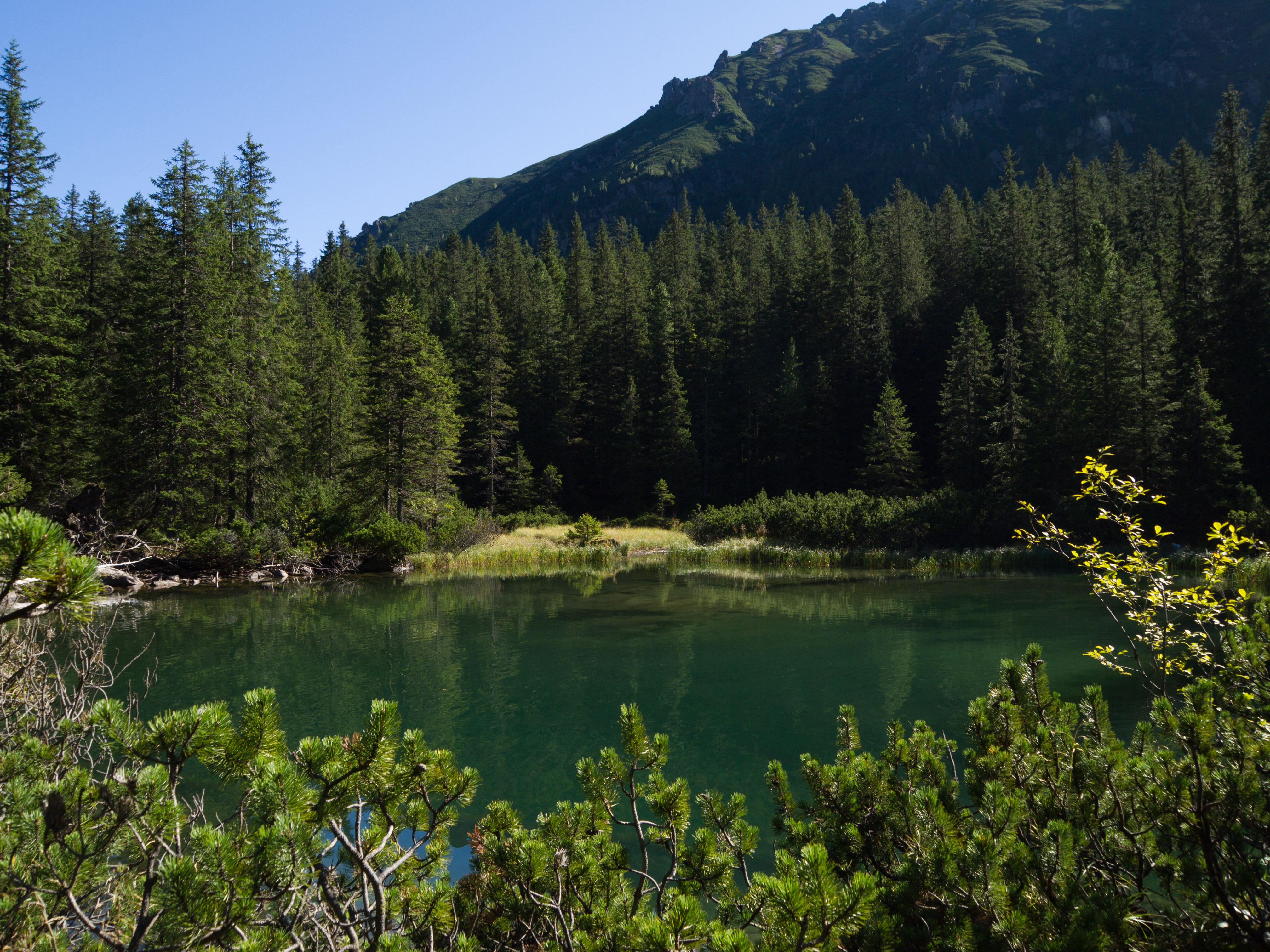
Żabie Oko.

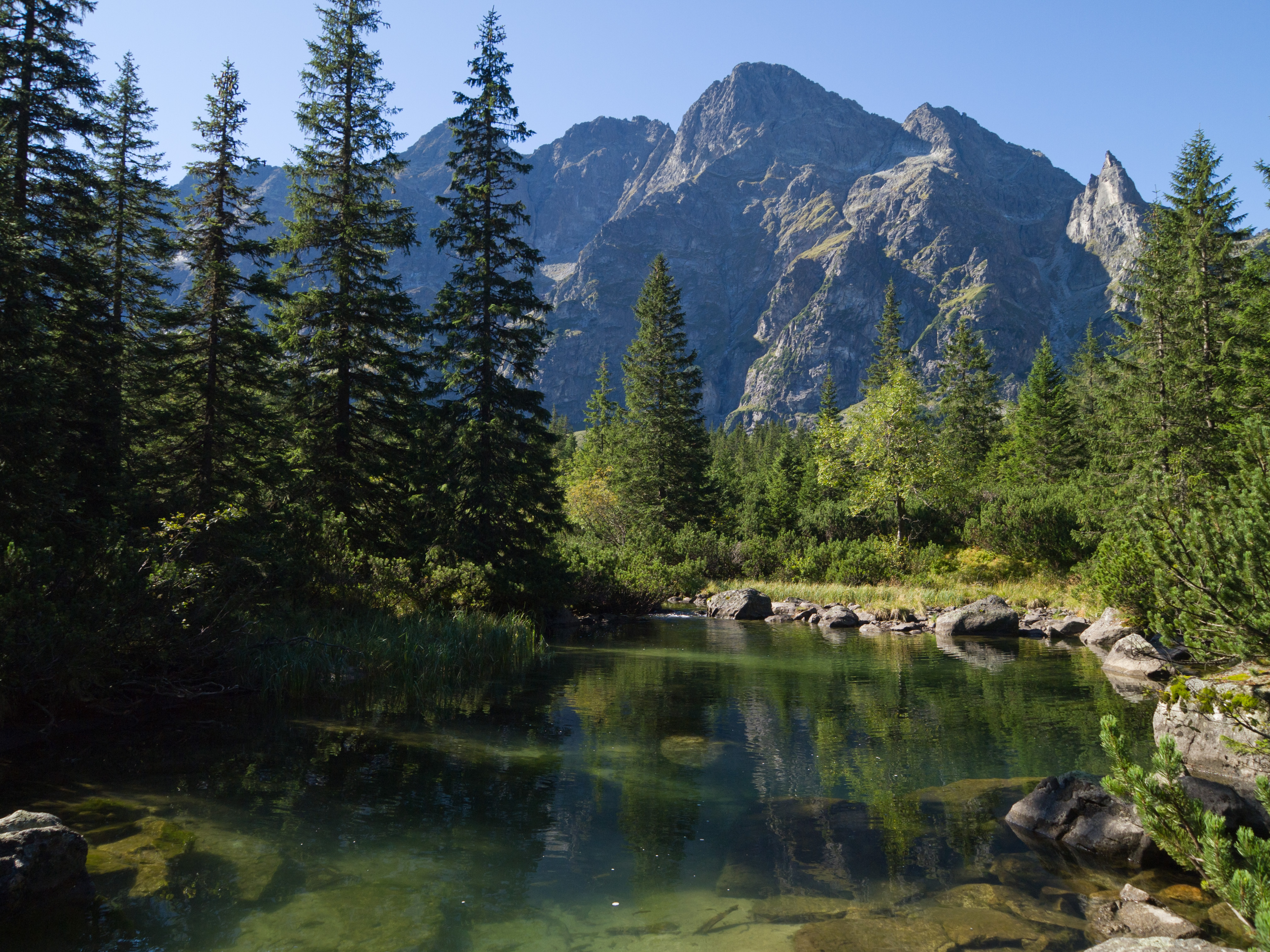
Małe Żabie Oko.

Rybie Stawki je skupina tří nevelkých ples (ok) na Rybím potoku v údolí Dolina Rybiego Potoku ve Vysokých Tatrách v Polsku. Nacházejí se o více než 200 m na sever od jeho odtoku z Morského Oka.

## Parametry ples
|   | jezero           | rozloha (ha) | délka (m) | šířka (m) | m.hl. (m) | objem (m³) | n.v. (m) | Souřadnice                       |
| - | ---------------- | ------------ | --------- | --------- | --------- | ---------- | -------- | -------------------------------- |
| 1 | Małe Morskie Oko | 0,22         | 91,5      | 44,0      | 3,3       | 1 980      | 1 391,7  | 49°12′11″ s. š., 20°04′17″ v. d. |
| 2 | Żabie Oko        | 0,11         | 46,5      | 39,5      | 2,3       | 1 060      | 1 390,4  | 49°12′12″ s. š., 20°04′23″ v. d. |
| 3 | Małe Żabie Oko   | 0,02         | 28,0      | 12,0      | 2,3       | —          | 1 390,3  | 49°12′13″ s. š., 20°04′22″ v. d. |

## Mapy
V některých mapách je poloha jezera uvedena chybně, resp. jsou posunuté. Popis Małe Morskie Oko je uveden u malého plesa hruškovitého tvaru pod Morským Okem. Následně je popis Żabie Oko uveden u Małeho Morskieho Oka, popis Małe Żabie Oko u Żabieho Oka a zde uvedené Małe Żabie Oko není popsané vůbec.